# Maroilles Communal Cemetery
Maroilles Communal Cemetery is een Britse militaire begraafplaats gelegen in de Franse plaats Maroilles (Noorderdepartement). De begraafplaats wordt onderhouden door de Commonwealth War Graves Commission.
De begraafplaats telt 20 geïdentificeerde Gemenebest graven uit de Eerste Wereldoorlog.